# Ахлам
Ахлам бінт Алі бін Хазім Аль Шамсі (араб. أحلام بنت علي بن هزيم الشامسي; нар. (13 лютого 1968 , Абу-Дабі, Abu Dhabi, Договірний Оман ), більш відома як Ахлам (араб. أحلام) — співачка з Еміратів, що випустила 14 альбомів, член суддівської комісії MBC «Arab Idol» (2011—2014), суддя та тренерка 4-го сезону вокального конкурсу The Voice: Ahla Sawt.

## Біографія
Ахлам бінт Алі бін Хазім Аль-Шамсі народилася 1969 року в Абу-Дабі, Об'єднані Арабські Емірати, в сім'ї еміратського батька та матері з Бахрейну. Її батько — еміратський фолк-співак Алі Аль Шамсі. Ахлам дитинстві проживала в Бахрейні. Вона одружена з відомим чемпіоном Катару з ралі Мубараком Аль-Хаджірі, від якого виховує трьох дітей: Фахеда (нар 2004), Фатіму (нар 2008) та Лулву (нар 2010).
Брала участь у багатьох фестивалях в арабському світі та на Заході, зокрема у фестивалі «Layali Dubai». Також була відзначена на кількох фестивалях в арабському світі та в США, зокрема в Dolby Theatre. Її назвали королевою арабського мистецтва на фестивалі Доха-Катар у 2003 році Крім того, виступала на фестивалі ЮНЕСКО та фестивалі Ledo у Франції, де була першою арабською співачкою, яка співала двічі. Виступала на Вашингтонському фестивалі в США, Альберт-Голлі у Великій Британії та багатьох інших фестивалях у Лондоні.
У 2011 році Ахлам приєдналася до суддівської комісії MBC Arab Idol разом із ліванськими співаками Ваелем Кфурі та Ненсі Аджрамом та єгипетським композитором Хасаном Ель-Шафеєм. Входила до цієї команди чотири сезони поспіль у 2012—2014 та 2017 роках. Вона також була суддею та тренером у 2018 році в 4-у сезоні вокального конкурсу The Voice: Ahla Sawt.
У березні 2016 року, після того, як перший епізод її суперечливого шоу «Королева» транслювався на Dubai TV, глядачі та інші люди запустили популярний хештег у Twitter, які вимагали припинити програму з кількох моральних причин, включаючи «відсутність манер» і показ «поступків, що принижують гідність». Кілька ліванських журналістів і відомих особистостей скористалися можливістю, щоб додатково критикувати її за її слова про ліванців, включаючи хештег у Twitter, щоб запобігти їй в'їзд до Лівану та інших арабських країн. Програма була зупинена телекомпанією Khaleeji після демонстрації одного випуску.

## Дискографія

### Альбоми
- أحبك موت (Я люблю тебе до смерті) (1995)[2]
- مع السلامة (До побачення) (1996)
- كيف ارضى (Як я погоджуюся) (1997)
- ما يصح الا الصحيح (Nothing is Right But Right) (1998)
- طبيعي (звичайний) (1999)
- مختلف (Інше) (2000)
- لعلمك بس (Просто щоб повідомити вам) (2001)
- أحسن (краще) (2003)
- الثقل صنعه (Вага) (2006)
- هذا أنا (Це я) (2009)
- موعدك (Твій час) (2013)
- أبتحداك (кидайте виклик вам) (2015)
- يلازمني خيالك (Твоя фантазія живе зі мною) (2016)
- فدوة عيونك (Любов твоїх очей) (2021)

## Нагороди та номінації
Ахлам Шамсі була нагороджена міністром закордонних справ Об'єднаних Арабських Еміратів від Його Високості шейха Абдулли бін Заїда під час вшанування «Lamst Wafa». 21 липня 2011 року було оголошено, що Ахлам буде членом журі «Arab Idol», арабської версії American Idol. Згідно з онлайн-статистикою, Ахлам є першою за кількістю підписників у соціальних мережах на Близькому Сході, одна з найактивніших людей в соціальних мережах, а її ім'я було одним із найбільш популярних ключових слів у пошуковій системі Google.